# Mistrovství světa v zápasu řecko-římském 2011
Mistrovství světa v zápasu řecko-římském proběhlo v Istanbulu, Turecko v roce 2011.

## Výsledky
| Kategorie | Podrobně | Zlato                 | Stříbro                 | Bronz                     | Bronz                    |
| --------- | -------- | --------------------- | ----------------------- | ------------------------- | ------------------------ |
| -55 kg    | podrobně | Rovšan Bajramov (AZE) | Elbek Todžijev (BLR)    | Li Šu-ťin (CHN)           | Bekchan Mankijev (RUS)   |
| -60 kg    | podrobně | Omíd Naurózí (IRI)    | Almat Kebispajev (KAZ)  | Zaur Kuramagomedov (RUS)  | Ivo Angelov (BUL)        |
| -66 kg    | podrobně | Saíd Abdeválí (IRI)   | Manučar Cchadaija (GEO) | Kim Hjon-u (KOR)          | Pedro Muléns (CUB)       |
| -74 kg    | podrobně | Roman Vlasov (RUS)    | Selçuk Çebi (TUR)       | Neven Žugaj (CRO)         | Arsen Džulfalakjan (ARM) |
| -84 kg    | podrobně | Alim Selimov (BLR)    | Damian Janikowski (POL) | Nazmi Avluca (TUR)        | Rami Hietaniemi (FIN)    |
| -96 kg    | podrobně | Elis Guri (BUL)       | Jimmy Lidberg (SWE)     | Rustam Totrov (RUS)       | Cenk İldem (TUR)         |
| -120 kg   | podrobně | Rıza Kaya'alp (TUR)   | Mijaín López (CUB)      | Nurmachan Tynalijev (KAZ) | Bašír Babadžanzade (IRI) |